# Compteromesa
Compteromesa (лат.) — род комаров-звонцов из подсемейства Prodiamesinae. Название рода происходит от др.-греч. κόμη — «волосы» и πτέρυξ — «крыло» и ср.-греч. μέσος — «средний».

## Описание
Глаза голые, в задней части удлинённые. Усики 13-члениковые. Простые глазки отсутствуют. Щупики состоят из пяти сегментов. Щиток с двумя поперечными рядами щетинок. Размах крыльев от 2,1 до 2,4 мм. Все жилки и частично мембрана крыла покрыты щетинками. Первая кубитальная жилка слегка изогнута. Поперечная медио-кубитальная жилка имеется. На задних голенях имеется две шпоры. Наружная шпора в два раза длиннее внутренней. У личинок Compteromesa haradensis усики состоят из четырёх члеников. На вершине нижней губы два срединных и восемь боковых зубцов. Верхние челюсти с одним зубцом.

## Экология
Личинки Compteromesa haradensis обитают в ручьях на разлагающихся растительных останках из сфагнумов. Личинка Compteromesa oconeensis не описана.

## Классификация
Включает два вида:
- Compteromesa oconeensis Sæther, 1981
- Compteromesa haradensis  Niitsuma & Makarchenko, 1997

## Распространение
Встречается в Японии, Северо-Западном Казахстане и Южной Каролине.